# پیومبینو
پیومبینو (به ایتالیایی: Piombino) یک کومونه در ایتالیا است که در استان لیورنو واقع شده‌است.

## خصوصیات
پیومبینو ۱۲۹ کیلومترمربع مساحت و ۳۴٬۹۲۱ نفر جمعیت دارد و ۲۱ متر بالاتر از سطح دریا واقع شده‌است.

## خواهرخوانده
شهرهای فلمل و Bir Gandus خواهرخوانده‌های پیومبینو هستند.